# Emil Haladej
Emil Haladej (sinh 25 tháng 9 năm 1997) là một hậu vệ bóng đá Slovakia hiện tại thi đấu cho câu lạc bộ Fortuna Liga 1. FC Tatran Prešov.

## Sự nghiệp câu lạc bộ

### 1. FC Tatran Prešov
Haladej ra mắt tại Fortuna Liga cho 1. FC Tatran Prešov trước ŠK Slovan Bratislava ngày 19 tháng 2 năm 2017.